# 郝家河墓群
郝家河墓群位於四川省廣元市旺蒼縣，文物遺址年代判定為清。2012年7月16日公佈為第八批四川省文物保護單位。

## 簡介[2]
郝家河墓群位於四川省廣元市旺蒼縣張華鎮八一村8社，墓葬均坐北向南，共5座，分佈面積約1700平方公尺。郝家河墓群雕刻工藝高超，是研究川北墓葬及墓前建築珍貴的史實資料，具有較高的藝術和歷史價值。第三次全國文物普查新發現。